# Unterseeboot 14 (1936)
Pour les articles homonymes, voir Unterseeboot 14.
Le Unterseeboot 14 ou U-14 est un sous-marin allemand (U-Boot) de type II.B utilisé par la Kriegsmarine pendant la Seconde Guerre mondiale.
Comme les sous-marins de type II étaient trop petits pour des missions de combat dans l'océan Atlantique, il est affecté dans la Mer du Nord et dans la Mer Baltique.

## Présentation
Mis en service le 18 janvier 1936, l'U-14 a servi comme sous-marin d'active pour les équipages de 1935 à 1939 au sein de la Unterseebootsflottille "Lohs". Il réalise sa première patrouille, quittant le port de Memel, le 30 août 1939, sous les ordres du Kapitänleutnant Horst Wellner.
Le 3 septembre 1939, l'U-14 attaque un sous-marin polonais et prétend l'avoir coulé. En réalité, le sous-marin polonais ORP Sęp n'a pas été endommagé car les torpilles lancées du U-14 ont explosé prématurément.
Après avoir servi pour six patrouilles opérationnelles, l'U-14 est utilisé comme navire d'entraînement et transféré dans les 24. et 22. Unterseebootsflottille, flottilles de formation de sous-marins, jusqu'à la fin de la guerre.
Malgré les pertes importantes subies par le Unterseebootwaffen (arme sous-marin allemande), l'U-14 n'a eu aucune perte ou blessure dans son équipage pendant la guerre.
L'U-14 est sabordé le 2 mai 1945 à Wilhelmshaven suivant les ordres (Opération Regenbogen) de l'Amiral Karl Dönitz.

## Affectations
- Unterseebootsflottille "Lohs" du 1er janvier 1936 au 1er août 1939 à Kiel (service active)
- Unterseebootsflottille "Lohs" du 1er septembre au 31 octobre 1939 à Kiel (service active)
- U-Ausbildungsflottille du 1er novembre au 31 décembre 1939 à Kiel (service active)
- U-Ausbildungsflottille du 1er janvier au 1er avril 1940 à Kiel (entrainement)
- 1. U-Ausbildungsflottille du 1er mai au 30 juin 1940 (entrainement)
- 24. Unterseebootsflottille du 1er juillet au 31 décembre 1940 à Memel (entrainement)
- 22. Unterseebootsflottille du 1er janvier 1941 au 1er mars 1945 à Gotenhafen (navire-école)

## Commandements
- Kapitänleutnant Victor Oehrn du 18 janvier 1936 au 4 octobre 1937
- Kapitänleutnant Horst Wellner du 5 octobre 1937 au 11 octobre 1939
- Oberleutnant zur See Herbert Wohlfarth du 19 octobre 1939 au 1er juin 1940
- Kapitänleutnant Gerhard Bigalk du 2 juin à août 1940
- Oberleutnant zur See Hans Heidtmann d'août au 29 septembre 1940
- Kapitänleutnant Jürgen Könenkamp du 30 septembre 1940 au 19 mai 1941
- Oberleutnant zur See Hubertus Purkholddu 20 mai 1941 au 9 février 1942
- Oberleutnant zur See Klaus Petersen du 10 février au 30 juin 1942
- Walter Köhntopp du 1er juillet au 20 juillet 1942
- Oberleutnant zur See Karl-Hermann Bortfeldt du 21 juillet 1943 au 1er juillet 1944
- Oberleutnant zur See Hans-Joachim Dierks du 2 juillet 1944 au 6 mars 1945

Nota: Les noms de commandants sans indication de grade signifie que leur grade n'est pas connu avec certitude à notre époque à la date de la prise de commandement.

## Navires coulés
L'Unterseeboot 14 a coulé 9 navires marchands ennemis pour un total de 12 344 tonneaux au cours des 6 patrouilles (85 jours en mer) qu'il effectua.
| Date            | Nom        | Nationalité | Tonnage (GRT) | Fait  |
| --------------- | ---------- | ----------- | ------------- | ----- |
| 25 janvier 1940 | Biarritz   | Norvège     | 1 752         | Coulé |
| 15 février 1940 | Sliepner   | Danemark    | 1 066         | Coulé |
| 16 février 1940 | Liana      | Suède       | 1 646         | Coulé |
| 16 février 1940 | Osmed      | Suède       | 1 526         | Coulé |
| 16 février 1940 | Rhone      | Danemark    | 1 064         | Coulé |
| 7 mars 1940     | Vecht      | Pays-Bas    | 1 965         | Coulé |
| 9 mars 1940     | Abbotsford | Royaume-Uni | 1 585         | Coulé |
| 9 mars 1940     | Akeld      | Royaume-Uni | 643           | Coulé |
| 9 mars 1940     | Borthwick  | Royaume-Uni | 1 097         | Coulé |

### Sources
- (en) Cet article est partiellement ou en totalité issu de l’article de Wikipédia en anglais intitulé « German submarine U-14 (1935) » (voir la liste des auteurs).